# Kulturåret 1814

## Händelser
- 27 februari – Beethovens Symfoni nr 8 uruppförs.
- 14 augusti – Rossinis opera Il Turco in Italia uruppförs på Teatro alla Scala i Milano.
- 26 december – Rossinis opera Sigismondo uruppförs på Teatro La Fenice i Venedig.

## Nya verk
- Första delen av Fågel blå av Per Daniel Amadeus Atterbom ges ut.
- Erik Gustaf Geijers dikt Den lille kolargossen publiceras i Poetisk kalender.
- Traditioner af Swenska Folk-Dansar (1814-15) av A. A. Afzelius
- Svenska folkvisor från forntiden (1814-17) av A. A. Afzelius

## Födda
- 9 mars – Taras Sjevtjenko (död 1861), ukrainsk nationalskald.
- 17 mars – Johan Peter Molin (död 1873), svensk skulptör, bildhuggare och professor.
- 22 maj – Amalia Lindegren (död 1891), svensk konstnär.
- 1 juni – François Ponsard (död 1867), fransk författare och dramatiker.
- 28 juni – Frederick William Faber (död 1863), engelsk präst och psalmförfattare.
- 9 juli – Johan Gabriel Carlén (död 1875), svensk skriftställare.
- 18 juli – Ivan Mažuranić (död 1890), kroatisk författare, poet, lingvist och politiker.
- 14 augusti – Adolph Tidemand (död 1876), norsk målare.
- 3 september  – Mathilda Gelhaar, svensk operasångare, hovsångare
- 10 september – Agatha Rosenius (död 1874), svensk psalmförfattare.
- 4 oktober – Jean-François Millet (död 1875), fransk målare, etsare och tecknare.
- 19 december – Jean Högqvist (död 1850), svensk skådespelare.

## Avlidna
- 21 januari – Jacques Henri Bernardin de Saint-Pierre (född 1737), fransk författare.
- 22 september – August Wilhelm Iffland (född 1759), tysk skådespelare och dramatiker.
- 2 december – Markis de Sade (född 1740), fransk greve och författare.